# Harry Ferguson
Henry George "Harry" Ferguson (4 de noviembre de 1884 - 25 de octubre de 1960) fue un mecánico e inventor británico nacido en Irlanda, reconocido por su papel en el desarrollo del tractor agrícola moderno y su sistema de enlace de tres puntos; por ser la primera persona en Irlanda en construir y volar su propio avión; y por desarrollar el primer coche de Fórmula 1 con tracción en las cuatro ruedas, el Ferguson P99. 
Hoy su nombre se mantiene en la denominación de la compañía Massey Ferguson. 

## Primeros años

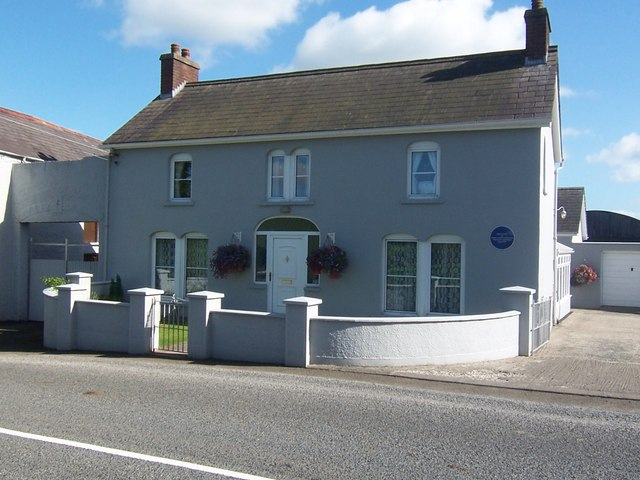
Lugar de nacimiento de Harry Ferguson

Ferguson nació en Growell, cerca de Dromore, en el condado de Down, Irlanda (actual Irlanda del Norte), hijo de un agricultor de ascendencia escocesa. En 1902, Ferguson comenzó a trabajar con su hermano, Joe, en su negocio de reparación de bicicletas y automóviles. Mientras trabajaba allí como mecánico, desarrolló su interés por la aviación, visitando espectáculos aéreos en el extranjero. En 1904, comenzó a competir en carreras de motocicletas.

## Aviación

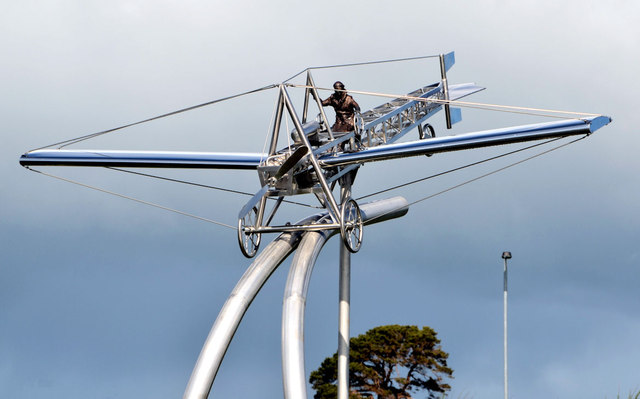
Una escultura de metal cerca de la carretera A1 que representa el primer vuelo de Ferguson

En la década de 1900, el joven Harry Ferguson quedó fascinado con la nueva tecnología emergente del vuelo humano con motor y particularmente con las hazañas de los hermanos Wright, los pioneros de la aviación estadounidense que realizaron el primer vuelo en avión en 1903 en Carolina del Norte, EE. UU.
La primera persona en realizar un vuelo con motor en el Reino Unido fue Alliot Verdon Roe en junio de 1908, quien también voló un avión de su propio diseño, pero esto aún no se había logrado en Irlanda. Ferguson comenzó a desarrollar un gran interés en la mecánica del vuelo y acudió a varios espectáculos aéreos, incluidas las exhibiciones de 1909 en Blackpool y Reims, donde tomó nota del diseño de los primeros aviones. Harry convenció a su hermano de que deberían intentar construir un avión en su taller de Belfast, y a partir de las notas de Harry trabajaron en el diseño de un avión, el monoplano Ferguson.
Después de hacer muchos cambios y mejoras, transportaron su nuevo avión remolcándolo detrás de un automóvil por las calles de Belfast hasta Hillsborough Park para hacer su primer intento de vuelo. Al principio se vieron frustrados por problemas con la hélice, pero continuaron haciendo modificaciones técnicas al avión. Después de un retraso de casi una semana causado por el mal tiempo, el monoplano Ferguson finalmente despegó de Hillsborough el 31 de diciembre de 1909. Harry Ferguson se convirtió en el primer irlandés en volar, y también en construir y volar su propio avión.

## Carrera de negocios

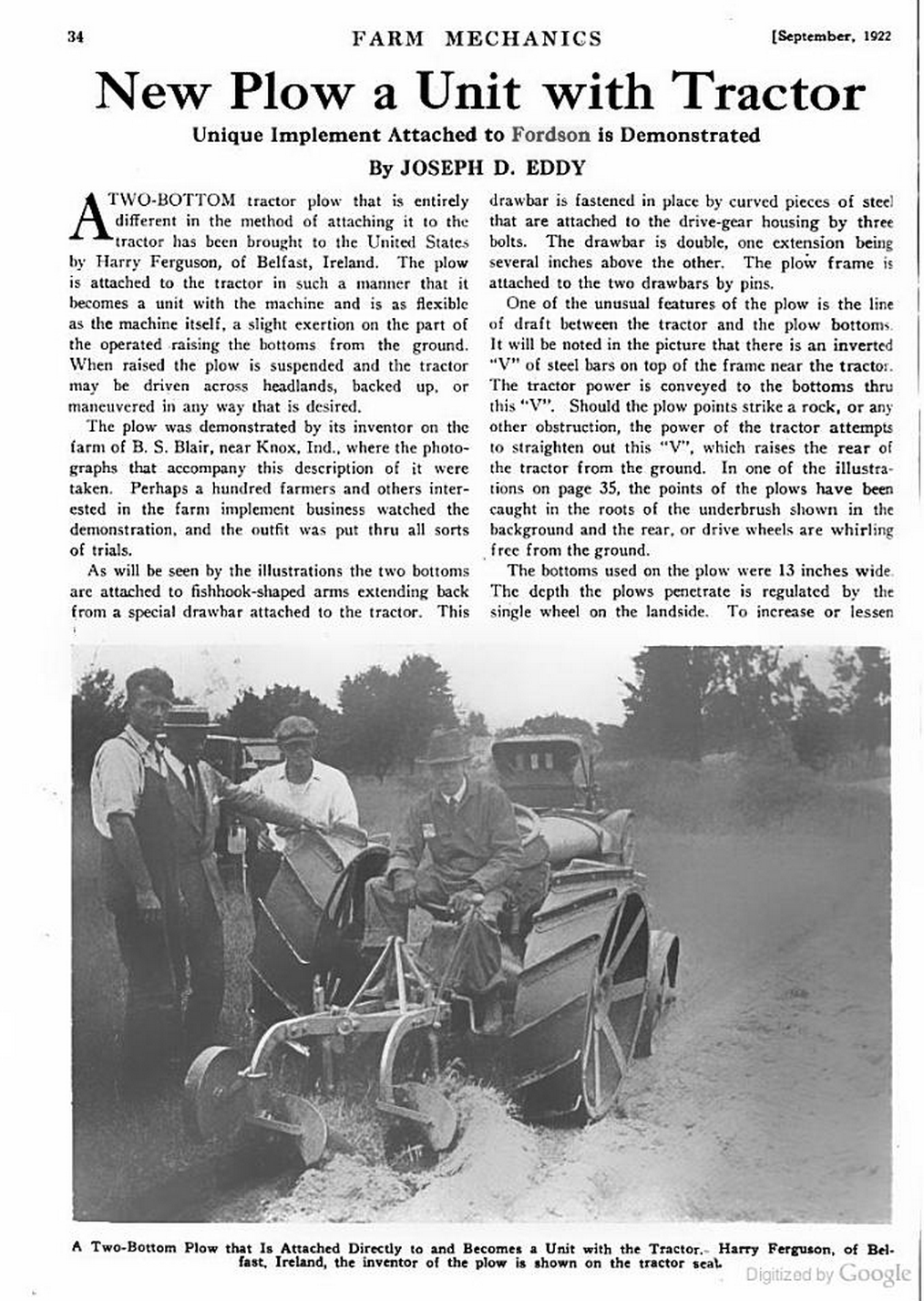
Un artículo de revista que muestra y describe el estado de desarrollo del enganche de tractor de Ferguson en 1922. Es una versión totalmente mecánica con una rueda de profundidad (rueda pequeña que establece la profundidad del arado).

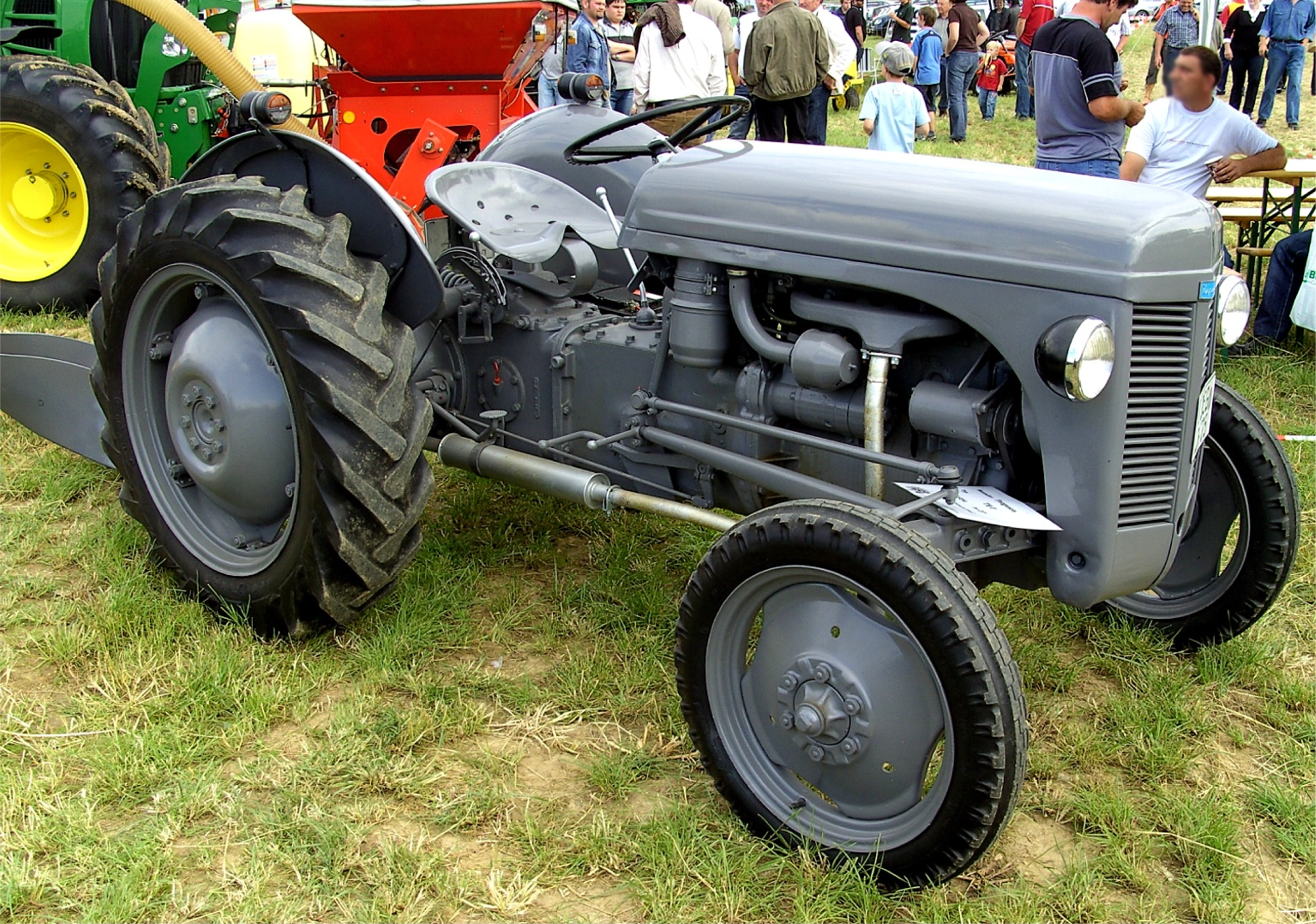
Un tractor Ferguson

Después de discutir con su hermano sobre la seguridad y el futuro de la aviación, Ferguson decidió continuar en solitario, y en 1911 fundó una compañía que vendía automóviles Maxwell, Star y Vauxhall; y tractores Overtime. Ferguson observó de primera mano la debilidad de tener el tractor y el arado como unidades articuladas separadas, y en 1917 ideó un arado que podía unirse rígidamente a un automóvil Ford Modelo T, el Eros, que se convirtió en un éxito limitado, compitiendo con el Fordson Modelo F. 
En 1917, Ferguson conoció a Charles E. Sorensen, quien estaba en Inglaterra buscando sitios de producción para el tractor Fordson. Discutieron los métodos de enganchar el implemento al tractor para convertirlos en una unidad (en lugar de arrastrar el arado como un remolque independiente). En 1920 y 1921, Ferguson demostró las primeras versiones de su enlace de tres puntos sobre los Fordson en Cork y Dearborn. Ferguson y Henry Ford consideraron colocar el sistema de enganche e implementos Ferguson en los tractores Fordson de fábrica, pero no se llegó a un acuerdo. En ese momento el enganche era mecánico. Ferguson y su equipo de colegas de toda la vida, incluidos Willie Sands y Archie Greer, pronto desarrollaron una versión hidráulica, que fue patentada en 1926. Después de uno o dos intentos fallidos, Ferguson finalmente fundó Ferguson-Sherman Inc., con Eber y George Sherman. 
La nueva empresa fabricó el arado Ferguson que incorporaba el sistema de enganche patentado "Duplex", destinado principalmente al tractor Fordson "F". Después de varios años más de desarrollo, la nueva versión hidráulica de Ferguson del enlace de tres puntos se vio por primera vez en su prototipo Ferguson "Black", ahora en el Museo de Ciencias de Londres. Una versión en serie del "Black" se introdujo en mayo de 1936, producida en una de las fábricas de David Brown en Huddersfield, Yorkshire, y designada como tractor Ferguson Modelo A. En 1938, los intereses de Ferguson se fusionaron con los de Brown para crear la Compañía Ferguson-Brown. 
En octubre de 1938, Ferguson le mostró su modelo de tractor a Henry Ford en Dearborn, y cerraron el famoso "acuerdo del apretón de manos". Ferguson llevó consigo sus últimas patentes, que cubrían futuras mejoras del tractor Ferguson, y que sirvieron de base para el desarrollo del Ford-Ferguson 9N presentado el 29 de junio de 1939. El acuerdo de 1938 pretendía que el tractor Ferguson también se fabricara en el Reino Unido, en la fábrica de Ford Ltd en Dagenham, Essex, pero Ford no tenía el control total en Dagenham y, mientras que Ford Ltd importaba modelos 9N/2N de fabricación estadounidense, Dagenham no fabricó ninguno. 
Henry Ford II, el nieto de Ford, finalizó el acuerdo del apretón de manos el 30 de junio de 1947, tras unas negociaciones fallidas con Ferguson, pero continuó produciendo un tractor, el 8N, incorporando los inventos de Ferguson, dado que casi ninguna de las patentes había expirado, y Ferguson se quedó sin un modelo de tractor para vender en América del Norte. La reacción de Ferguson fue una demanda que exigía una indemnización por daños a su negocio y por el uso ilegal de sus diseños por parte de Ford. El caso se resolvió fuera de los tribunales en abril de 1952 por poco más de 9 millones de dólares. El caso judicial le costó aproximadamente la mitad de este dinero y una gran cantidad de estrés y problemas de salud. 
Para 1952, la mayoría de las patentes importantes de Ferguson habían expirado, y esto permitió a Henry Ford II afirmar que el caso no había restringido demasiado las actividades de Ford. De ello se deduce que todos los demás fabricantes de tractores del mundo también podrían usar los inventos de Ferguson, lo que hicieron debidamente. Un año después, Ferguson se fusionó con Massey Harris para convertirse en Massey-Harris-Ferguson Co., más tarde Massey Ferguson. 

### Standard Motor Company
Como consecuencia del fracaso de Dagenham para fabricar sus tractores, Harry Ferguson hizo un trato con Sir John Black de la Standard Motor Company para reacondicionar su fábrica de armamentos en Banner Lane, Coventry. La producción del último tractor Ferguson, el TE20, comenzó en el otoño de 1946, y se habían construido más de 20.800 unidades a finales de 1947. Para llenar el vacío en las ventas de Ferguson en los Estados Unidos, se enviaron miles de TE desde Inglaterra. 

### Harry Ferguson Inc

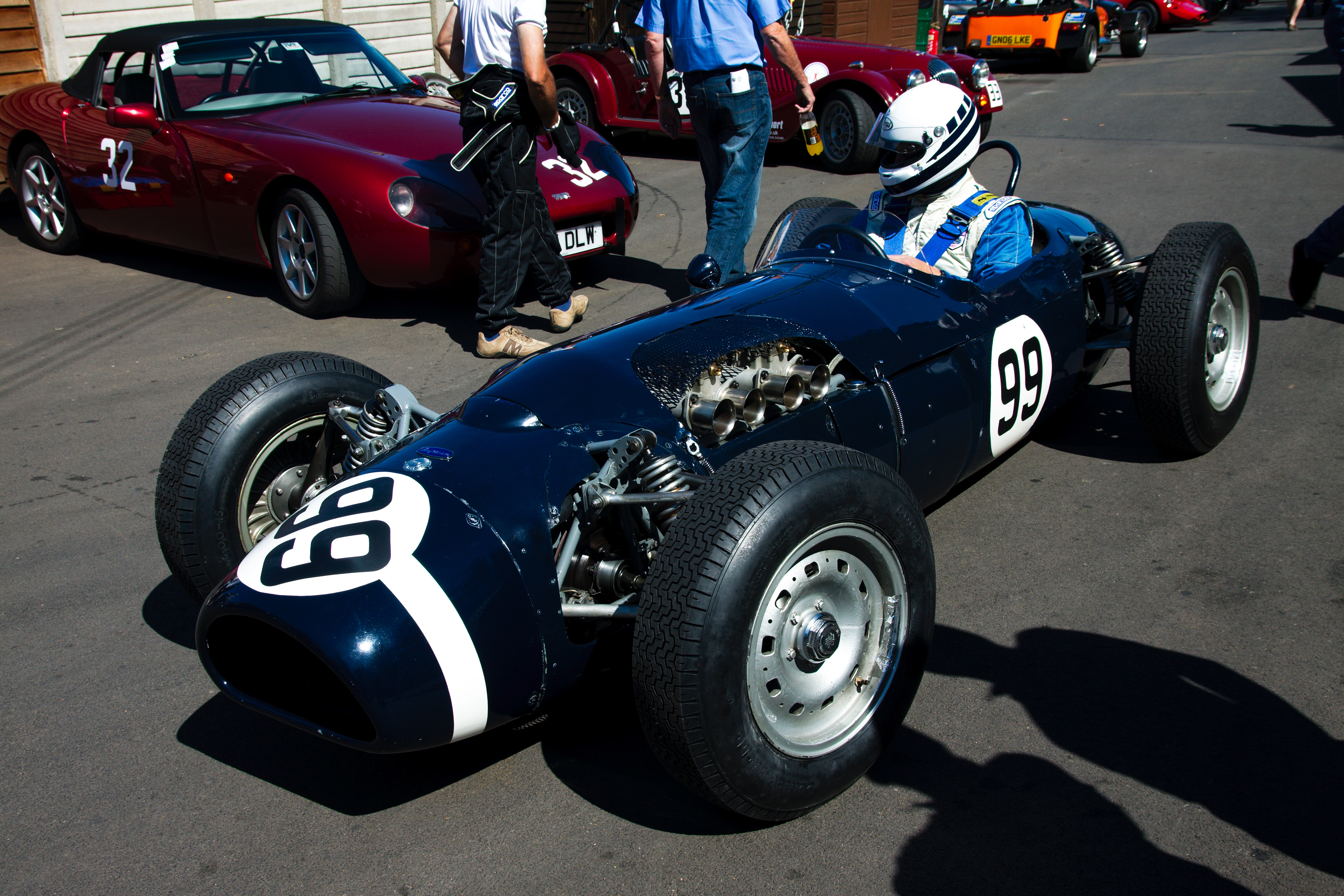
El coche de carreras Ferguson P99.

La producción de una versión estadounidense, el tractor TO20, comenzó en una nueva planta, propiedad de Harry Ferguson Inc, en octubre de 1948, dejando la planta del Reino Unido para abastecer al resto del mundo. La división de investigación de Ferguson desarrolló varios automóviles y tractores, incluido el primer automóvil de Fórmula 1 con tracción en las cuatro ruedas (véase Ferguson Research Ltd.). 

### Sistemas de cuatro ruedas motrices
El sistema de tracción en las cuatro ruedas de Ferguson, que utilizaba un engranaje diferencial de centro abierto, se utilizó en los coches de carreras de Fórmula 1 y en el Range Rover; y más tarde en los Land Rover con tracción en las cuatro ruedas. 

## Muerte
Ferguson murió en su casa en Stow-on-the-Wold en 1960, como resultado de una sobredosis de barbitúricos; la investigación no pudo concluir si esto había sido accidental o no. 

## Memoriales y reconocimientos

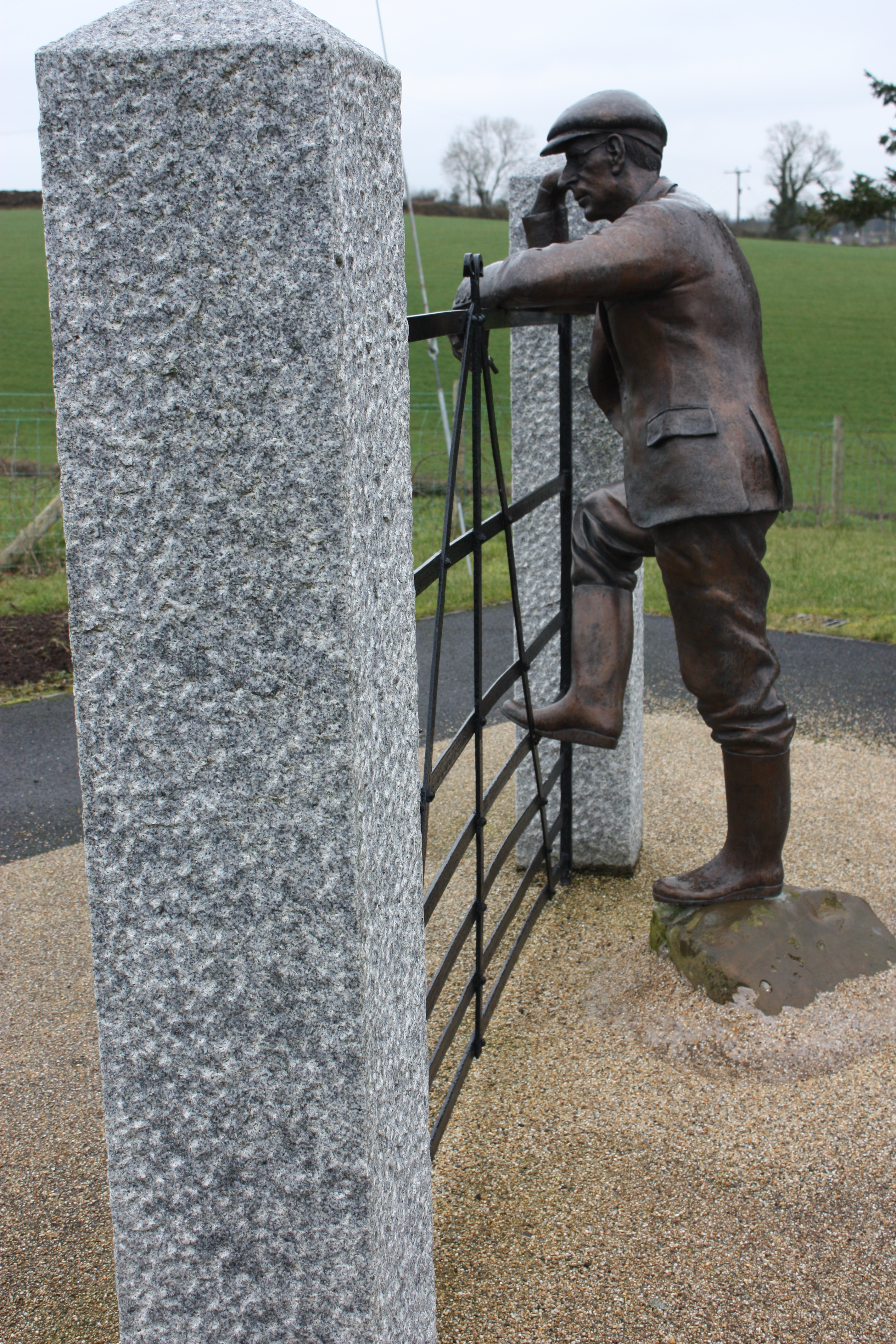
Escultura representando a Harry Ferguson (Harry Ferguson Memorial Garden, Growell, Condado de Down)

Una placa azul que conmemora a Ferguson está colocada en el edificio del Ulster Bank en Donegall Square, Belfast, el antiguo emplazamiento de su tienda de automóviles. Se ha erigido un monumento de granito al vuelo pionero de Ferguson en North Promenade, Newcastle, y se puede ver una réplica a gran escala del monoplano Ferguson y un tractor y arado Ferguson en el Museo de Transporte y Folclore de Úlster en Cultra.
Ferguson fue conmemorado en 1981 cuando apareció en sellos emitidos por la Oficina de Correos en la República de Irlanda. En Irlanda del Norte, el Danske Bank (anteriormente Northern Bank ) emite sus propios billetes de 20 libras esterlinas que llevan un retrato de Ferguson junto a uno de sus tractores.
En 2008, se inauguraron oficialmente los jardines de Harry Ferguson Memorial, frente a la casa en la que vivía, a las afueras de Dromara, Condado de Down. Una escultura de bronce en tamaño real de Ferguson obra de John Sherlock fue erigida en el jardín. Representa a Ferguson apoyado en una cerca, contemplando el paisaje. Los jardines están abiertos al público. 
La Universidad de Úlster abrió el Harry Ferguson Engineering Village (18 de febrero de 2004) en el campus de Jordanstown en reconocimiento a sus contribuciones a la ingeniería y a la innovación en Irlanda.
El Museo de la Ciencia de Londres exhibe uno de los prototipos de tractor de Harry Ferguson que se completó en 1935 como parte de su exposición de historia de la agricultura, incluidos paneles de información que describen su papel en la revolución del uso del tractor agrícola y su impacto en el desarrollo de la agricultura moderna.